# Iosif Krywielow
Iosif Aronowicz Krywielow (ros. Иосиф Аронович Крывелёв, ur. 1906, zm. 1991) – radziecki religioznawca, historyk judaizmu i chrześcijaństwa. Od 1959 do swojej śmierci był związany z Instytutem Etnograficznym Akademii Nauk ZSRR (obecnie Instytut Antropologii i Etnografii). Pod koniec lat 80. XX wieku Krywielow pozostał praktycznie jedynym zwolennikiem teorii mitu Jezusa w radzieckich akademiach.

## Życiorys
Krywielow urodził się w Moskwie, w 1934 roku ukończył Moskiewski Instytut Historii i Filozofii. Od 1932 roku Wykładał filozofię. Był związany z radziecką propagandą ateizmu, pracując w Centralnym Muzeum Antyreligijnym w latach 1936–1939. Podczas II wojny światowej walczył w wojsku. W latach 1947–1949 pracował w Instytucie Filozofii Radzieckiej Akademii Nauk. Uzyskał tytuł doktora filozofii i profesora. W karierze akademickiej Krywielow deklarował swoje przywiązanie do światopoglądu marksistowsko-leninowskiego, będąc przekonanym, że „obiektywne wyjaśnienie problemów historyczno-religijnych prowadzi do ujawnienia tych aspektów religii, które charakteryzują je jako opium ludu, jako ideologii reakcyjnej działając przeciwko interesom ludzkości ". Wraz z filozofem ormiańskim Surenem Kaltachczjanem opublikował antyreligijne artykuły w Komsomolskiej prawdzie. W lipcu 1986 Krywielow skrytykował powieść Czingiza Aitmatowa Miejsce czaszki, sugerując, że odrzucenie zasadniczego, logicznego ateizmu oznacza odrzucenie „samych podstaw naukowego i materialistycznego światopoglądu”. Krytyczny artykuł Krywielowa wywołał odpowiedź radzieckiego poety Jewgienija Jewtuszenki w grudniu 1986. Jewtuszenko argumentował, że Krywielow popełnił błąd, myląc poglądy bohatera powieści z opiniami samego Ajtmatowa. Krywielow zmarł w Moskwie w 1991 roku.

## Publikacje
- Библия: историко-критический анализ (Политиздат, Moskwa 1982)
- Христос: миф или действительность?  (Общественные науки и современность, Moskwa 1987)